# ضباب عام 1997 على جنوب شرق آسيا

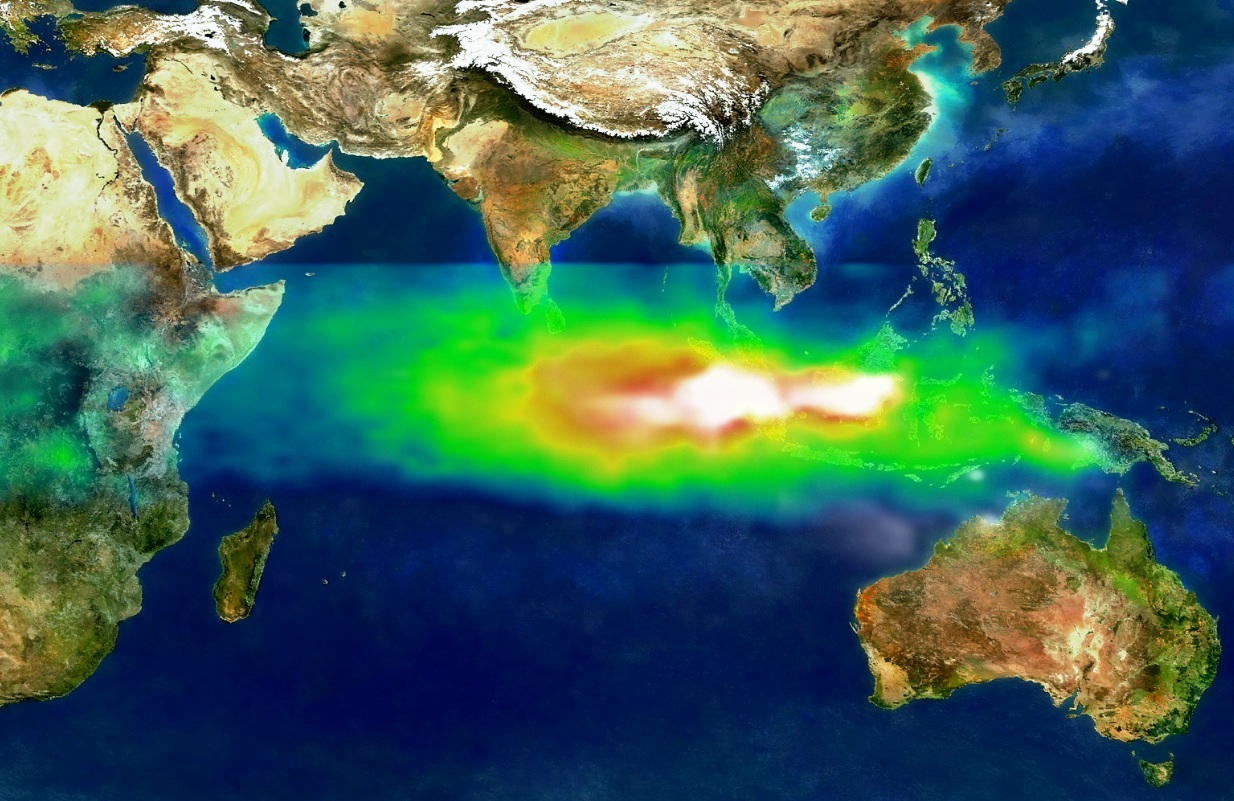
تلوث الهواء في منطقة جنوب شرق آسيا في أكتوبر 1997

ضباب عام 1997 على جنوب شرق آسيا هي أزمة تلوث هواء عابرة للحدود حدثت خلال النصف الثاني من عام 1997، وأثرت على عدد من البلدان الواقعة في منطقة جنوب شرق آسيا، ومن بينها إندونيسيا، وماليزيا، وسنغافورة. ويُعتبر ضباب عام 1997 هو حدث الضباب الأكثر شدة في جنوب شرق آسيا على الإطلاق، وقد قُدّرت التكاليف الإجمالية لضباب عام 1997 بنحو 9 مليار دولار أمريكي لما تسببت فيه من مشكلات صحية لسكان هذه المنطقة، وتعطيل للملاحة الجوية والأنشطة التجارية.
كان تأثير حرائق الغابات التي وقعت عام 1997 في كل من جزيرة كليمنتان وجزيرة سومطرة الإندونيسيتان على جودة الهواء المحيط واضحًا بحلول شهر يوليو من عام 1997، وبلغ ذروته خلال شهري سبتمبر وأكتوبر قبل أن يضعف نسبيًا بحلول شهر نوفمبر من نفس العام عندما أخمدت الأمطار الموسمية المتأخرة الحرائق وتحسنت جودة الهواء داخل المنطقة. أظهرت صور الأقمار الصناعية التابعة لوكالة الفضاء الأمريكية (ناسا) وخرائط مؤشر الهباء الجوي خلال فترة ذروة أزمة الضباب طبقة ضبابية امتدت على مساحة تزيد عن 3،000،000 كيلومتر مربع (1،200،000 ميل مربع) تغطي أجزاء كبيرة من جزيرتي سومطرة وكايمنتان في إندونيسيا، والتي وصل امتدادها شمالًا جزئيًا إلى كل من ماليزيا، وسنغافورة، وبروناي، وتايلاند، والفلبين، ووصل امتدادها غربًا إلى سريلانكا. تجاوزت تركيزات الجسيمات الدقيقة خلال هذه الفترة معايير جودة الهواء المحيط الوطنية، ووصل المتوسط الشهري للرؤية الأفقية في معظم المواقع في سومطرة وكليمنتان في شهر سبتمبر إلى أقل من 1 كم (0.62 ميل) وكان الحد الأقصى للرؤية اليومية أقل من 100 متر (330 قدمًا).

## الدول المتضررة
- إندونيسيا
- سنغافورة
- ماليزيا
- تايلاند
- بروناي
- الفلبين
- سيريلانكا

## الأسباب
كان الضباب في جنوب شرق آسيا عام 1997 ناتجًا بشكل أساسي عن ممارسات القطع والحرق التي اعتمدها المزارعون في إندونيسيا. كان أسلوب القطع والحرق مستخدمًا على نطاق واسع لسنوات عديدة كأرخص وأسهل وسيلة لتطهير الأراضي وتجهيزها لأغراض الزراعة التقليدية. تُستخدم النار أيضًا أثناء الدوران المريح لما يسمى بمطاط الغابة في سومطرة وكليمانتان لإزالة معظم الكتلة الحيوية، والتي تتضمن الأجزاء الخشبية قبل إعادة إنشاء المزارع الجديدة.
يمكن أيضًا استخدام النار عن عمد كسلاح في النزاعات على الأراضي والممتلكات في الجزر والمحافظات حيث تكون ملكية الأرض غير واضحة، وهو إجراء يتخذه كل من أصحاب الحيازات الصغيرة وكبار المشغلين على حد سواء. إذ يزرع أصحاب الحيازات الصغيرة أو المشغلون محاصيلهم الخاصة هناك بعد حرق محاصيل وممتلكات المالك السابق، ومن ثم يكتسبون سيطرة فعلية على الأرض المتنازع عليها.
يشتعل الوقود الجاف بسرعة خلال موسم الجفاف ويؤدي إلى حرائق غابات كبيرة، وبتسبب في حدوث ظاهرة التردد الجنوبي أو النينيو. ولقد كان موسم الجفاف في جنوب شرق آسيا خلال عام 1997-1998 أكثر جفافاً من المعتاد. قد يكون لهذه الحرائق العرضية نفس المشاكل الاجتماعية والاقتصادية والمؤسسية الكامنة، وفي مثل هذه الحالات يمكن أن يكون إخماد الحرائق صعبًا ومكلفًا للغاية خاصةً عندما يصل إلى مناطق مستنقعات الخث شديدة الاشتعال.

## التأثيرات
كانت جسيمات الغلاف الجوي هي شكل ملوثات الهواء التي ساهمت في الغالب في تفاقم آثار الضباب والتدهور في معايير جودة الهواء المحيط خلال هذه الأزمة. فلقد لوحظت في جميع البلدان المتأثرة بالضباب الدخاني زيادة في المشكلات الصحية الحادة. شملت الآثار الصحية التي تسببت فيها أزمة ضباب عام 1997 زيارات غرفة الطوارئ بسبب أعراض الجهاز التنفسي مثل الربو، وعدوى الجهاز التنفسي العلوي، وانخفاض وظائف الرئة بالإضافة إلى تهيج العين والجلد، والتي كانت ناجمة بشكل رئيسي عن هذه الجسيمات. في سنغافورة، على سبيل المثال، أظهرت المراقبة الصحية زيادة بنسبة 30٪ في الدخول إلى المستشفيات بسبب الأعراض المرتبطة بنوعية الهواء. وكان الأطفال وكبار السن وكذلك أولئك الذين يعانون من أمراض الجهاز التنفسي والقلب الموجودة مسبقًا بشكل عام هم الأكثر عرضة للنتائج الصحية السلبية من التعرض للضباب. وقد أدى الضباب الدخاني إلى زيادة تلوث الهواء في المناطق الحضرية والصناعية في جنوب شرق آسيا مما أدى إلى وصوله إلى مستويات تنذر بالخطر في العديد من المناطق الحضرية.
أدت الجسيمات المرتبطة بالنار من خلال امتصاص وتشتت الضوء أيضًا إلى تقليل الرؤية، وإعاقة النقل الجوي والبري والمائي، كما أثرت بشكل خطير على اقتصادات إندونيسيا وماليزيا وسنغافورة. وشملت القطاعات الاقتصادية الأكثر تضررًا بسبب أزمة الضباب قطاعات النقل الجوي والبري والبحري والبناء والسياحة والصناعات الزراعية.
قدّر الصندوق العالمي للطبيعة القيمة الاقتصادية للأضرار الناجمة عن حرائق وضباب عام 1997 بنحو مليار دولارًا أمريكيًّا في إندونيسيا فقط. وبلغت الأضرار التي لحقت بكل من ماليزيا وسنغافورة نحو 0.4 مليار دولار أمريكي بما في ذلك الأضرار الناجمة عن الحرائق، وقُدّرت القيمة الاقتصادية لإجمالي الأضرار بنحو 4.5 مليار دولار أمريكي. كما أن هناك مجموعة متنوعة من الأضرار التي يصعب تقديرها مثل انخفاض جودة الحياة، وفقدان التنوع البيولوجي، وتأثيرات الغلاف الجوي.
كشفت حلقات ضباب الدخان المرتبطة بالحرائق أيضًا عن عنصر اجتماعي، وهو أن جزء كبير من السكان في منطقة جنوب شرق آسيا لا يملكون الوسائل المالية لشراء تدابير وقائية مثل أقنعة التنفس ووسائل تكييف الهواء، كما أنهم غير قادرين على الامتناع عن العمل في الهواء الطلق عندما يكون مستوى تلوث الهواء مرتفع.